# Indirecte kosten
Indirecte kosten zijn kosten die niet direct kunnen worden toegerekend aan een product of dienst van een bedrijf op grond van een directe technische of organisatorische verhouding. 
Voorbeelden van indirecte kosten van een bedrijf zijn:
- de huur
- telefoonkosten
- verwarmingskosten
- secretariaat
- onderhoud informaticasystemen
- bibliotheekkosten
- opleidingskosten
- de kosten van het management van het bedrijf

Indirecte kosten die oorzakelijk samenhangen met de voortbrenging van een product of dienst (bijvoorbeeld kosten van hulpstoffen) worden meestal via een bepaalde verhouding toegerekend aan het product of de dienst. 
Niet oorzakelijk samenhangende kosten (bijvoorbeeld administratiekosten en andere algemene kosten) worden volgens min of meer willekeurige verdeelsleutels toegerekend aan de totale kosten van het eindproduct of de dienst.